# Mapam
Mapam, Förenade arbetarpartiet, f d politiskt parti i israeliska Knesset, bildat 1948 genom samgående mellan de socialistiska grupperingarna Hashomer Hatzair och Achdut Ha'Avoda.
Mapam hade sin väljarbas på kibbutzrörelsens vänsterflygel och var ursprungligen prosovjetisk. På 1950-talet bröt man dock med Sovjet, bland annat p.g.a. rättegångarna mot ledande judiska kommunister i Tjeckoslovakien 1953. En grupp moskvatrogna partimedlemmar, med Moshe Sneh i spetsen, lämnade då partiet i protest och gick över till kommunistpartiet Maki.
Mapam samregerade med Mapai (föregångaren till det israeliska Arbetarpartiet) från 1955. 1969 gick man vidare och bildade en fast valallians med Arbetarpartiet. Men denna allians sprack 1984 då Mapam hoppade av i protest mot att Arbetarpartiet gick in en samregering med Likud.
1992 gick Mapam ihop med vänstergrupperna Ratz och Shinui och bildade det nya sekulära, socialdemokratiska partiet Meretz, som senare bytt namn till Meretz-Yachad.